# Kollmoor
Kollmoor ist eine Gemeinde im Kreis Steinburg in Schleswig-Holstein.

## Geografie und Verkehr
Kollmoor liegt etwa drei Kilometer östlich von Itzehoe an der Stör. Nördlich von Kollmoor verläuft die Bundesstraße 206 von Itzehoe nach Bad Segeberg, südwestlich die Bundesautobahn 23 von Hamburg nach Itzehoe. Im Süden liegt die Gemeindegrenze in der Flussmitte der Stör. Die Stör und ein schmaler Uferstreifen im Gemeindegebiet sind Teil des europäischen NATURA 2000-Schutzgebietes FFH-Gebiet Schleswig-Holsteinisches Elbästuar und angrenzende Flächen. Im Osten liegt die Gemeindegrenze im Wechsel am rechten oder linken Ufer oder in Flussmitte des Flusses Rantzau. Die Rantzau und ein schmaler Uferstreifen im Gemeindegebiet sind Teil des  FFH-Gebietes Rantzau-Tal.

## Politik
Da die Gemeinde weniger als 70 Einwohner hat, hat sie eine Gemeindeversammlung anstelle einer Gemeindevertretung; dieser gehören alle Bürger der Gemeinde an.

## Wirtschaft
Das Gemeindegebiet ist landwirtschaftlich geprägt.

## Persönlichkeiten
Der Löwendompteur Julius Seeth (1863–1939) wurde in Kollmoor geboren.